# Slag bij Missionary Ridge
De slag bij Missionary Ridge vond plaats op 25 november 1863 bij Chattanooga (Tennessee) tijdens de Amerikaanse Burgeroorlog. Na de Noordelijke overwinning bij Lookout Mountain op 24 november, vielen Noordelijke troepen onder leiding van generaal-majoor Ulysses S. Grant Missionary Ridge aan. Deze aanval luidde de nederlaag in van het Zuidelijke Army of Tennessee onder leiding van generaal Braxton Bragg.
In de vroege ochtend probeerden eenheden van het Army of the Tennessee, onder leiding van generaal-majoor William T. Sherman, het noordelijke uiteinde van Missionary Ridge, Tunnel Hill, in te nemen. Door hevige tegenstand van de Zuidelijke eenheden onder leiding van generaal-majoor Patrick C. Cleburne werd deze aanval tegengehouden. In de loop van de namiddag kreeg Grant informatie die erop wees dat Bragg zijn rechterflank zou versterken ten koste van Sherman. Grant gaf het bevel aan het Army of the Cumberland, onder leiding van generaal-majoor George H. Thomas, om de voorste vijandelijke schuttersputten aan de voet van de heuvelrug in te nemen. Daar dienden ze te wachten op bijkomende orders. De Noordelijke soldaten voerden hun opdracht uit waarbij de voorste Zuidelijke linie schoon geveegd werd. De Noordelijken kwamen al snel onder het moordend Zuidelijk vuur van de verdedigers op de heuvelrug zelf.
Zonder op verdere orders te wachten, zetten de Noordelijke soldaten hun aanval verder om betere dekking te bereiken tegen het Zuidelijke spervuur. De Noordelijke opmars was chaotisch maar uiteindelijk beslissend. De Zuidelijke verdedigingslinie werd doorbroken. Samen met de opmars van de divisies van generaal-majoor Joseph Hooker vanuit andere flank deed het Zuidelijk leger op de vlucht slaan. Ze trokken zich terug naar Dalton, Georgia. De belegering van Chattanooga werd beëindigd.

## Achtergrond
Na de desastreuze nederlaag in de Slag bij Chickamauga trok het 40.000 man tellende Noordelijke Army of the Cumberland, onder leiding van generaal-majoor William Rosecrans, zich terug binnen de verdedigingswerken rond Chattanooga. Bragg sloeg het beleg voor de stad en probeerde de vijand uit te hongeren. De Zuidelijken namen strategische stellingen in op Missionary Ridge en Lookout Mountain. Beide locaties boden een zeer goed zicht op de stad, de Tennessee en dus ook de Noordelijke bevoorradings-en communicatielijnen. Lookout Mountain was een heuvelrug of small plateau die zich nog 137 km verder in zuidoostelijke richting uitstrekte langs de Tennessee. Deze heuvelrug eindigde in een scherpe piek die 600 m boven de rivier uitstak. Vanaf de rivier rees de berg in een hoek van 45° tot op ongeveer 400 m hoogte. Daar bevond zich een richel die ongeveer 50 tot 100 m breed was en die zich rond de bergtop slingerde. Boven de richel verrees een 200 m hoge rotspiek die bekendstond als de "palisades". Zuidelijke artillerie op Lookout Mountain controleerde de toegang tot de rivier. De Zuidelijke cavalerie gebruikte de berg als basis om raids uit te voeren op de vijandelijke bagagetreinen. Dit dwong de Noordelijken om alternatieve routes te zoeken om hun belegerde stad te bevoorraden.
Gealarmeerd door de dreigende nederlaag stuurde de Noordelijke regering versterkingen. Op 17 oktober werd generaal-majoor Ulysses S. Grant benoemd tot bevelhebber van de westelijke legers. Deze werden gegroepeerd onder de naam Military Division of the Mississippi. Grant verving Rosecrans door generaal-majoor George H. Thomas.
Thomas voerde een verrassingsaanval uit op Brown’s Ferry op 27 oktober. Zo werd de Tennessee heropend. Hierlangs kon Thomas 20.000 soldaten versterking ontvangen onder leiding van generaal-majoor Joseph Hooker. Deze soldaten maakten deel uit van het Army of the Potomac. Chattanooga ontving nu de broodnodige versterkingen en voorraden via de zogenaamde "Cracker Line". Om dit Noordelijke succes te dwarsbomen, stuurde Bragg luitenant-generaal James Longstreet eropuit om de Noordelijken uit Lookout Valley te verjagen en zo de Craker Line te blokkeren. Dit resulteerde in de Slag bij Wauhatchie op 28 oktober en 29 oktober. Dit was een van de weinie confrontaties die ‘s nachts plaatsvond. De Zuidelijke aanval werd afgeslagen en de Craker Line was opnieuw veilig.
Generaal-majoor William T. Sherman arriveerde in het midden van november met 20.000 soldaten van de Army of the Tennessee uit Vicksburg. Het Noordelijke strijdplan bestond uit een dubbele aanval op Braggs stellingen. De hoofdaanval zou uitgevoerd worden door Sherman en was gericht op het noordelijke uiteinde van Missionary Ridge. Thomas zou als ondersteuning van Shermans aanval het vijandelijke centrum benaderen. Hooker zou Lookout Mountain innemen en via Chattanooga Valley de ontspanningsroute van de Zuidelijken blokkeren. Grant trok zijn steun voor een grote aanval op Lookout Mountain terug in, zodat hij nog meer manschappen ter beschikking had voor Shermans aanval.
Op 23 november waren Shermans eenheden klaar om de Tennessee over te steken. Thomas kreeg het bevel om tot halverwege Missionary Ridge op te rukken om de sterkte van de vijandelijke slaglinie te bepalen. Zo hoopte Grant dat Bragg geen troepen zou wegnemen om Longstreet te helpen bij de aanval op generaal-majoor Ambrose Burnside bij Knoxville. Thomas stuurde 14.000 soldaten in paradepas naar voren. Ze verjoegen de Zuidelijke voorposten bij Orchard Knob en namen dit heuveltje in.
Verrast door het manoeuvre van Thomas op 23 november paste Bragg zijn strategie aan om het gevaar voor zijn centrum te verminderen. Hij riep alle eenheden terug die hij naar Knoxville had gestuurd en zich op een dagmars afstand bevonden. Hij verminderde de slagkracht van zijn linkerflank door generaal-majoor William H.T. Walkers divisie terug te trekken van de stellingen aan de voet van Lookout Mountain en te verplaatsen naar de uiterst rechtse flank bij Missionary Ridge, net ten zuiden van Tunnel Hill. Luitenant-generaal William J. Hardee kreeg het bevel over de Zuidelijke rechterflank. Het centrum viel onder de verantwoordelijkheid van generaal-majoor John C. Breckinridge. Hij gaf aan zijn soldaten het bevel om hun stellingen zo snel mogelijk te versterken. De divisies van brigadegeneraals William B. Bate en J. Patton Anderson werden verspreid opgesteld op de top van de heuvelrug en aan de voet in schuttersputten.
Op 24 november slaagde Hooker erin om Lookout Mountain in te nemen. Hij hergroepeerde zijn eenheden om Braggs linkerflank op Missionary Ridge aan te vallen. De divisies van de Zuidelijke generals Stevenson en Cheatham trokken zich terug achter de Chattanooga Creek. De bruggen over de rivier werden vernietigd.
In de loop van de ochtend van 24 november staken Shermans soldaten de Tennessee over. Hij nam, door slechte inlichtingen, stellingen in op Goat Hill in plaats van tegenover het echte uiterste punt van Missionary Ridge, namelijk Tunnel Hill. Sherman ondernam geen verdere acties die dag. Zijn soldaten kregen de opdracht op zich in te graven op Goat Hill.
Na de nederlaag bij Lookout Mountain vroeg Bragg aan zijn twee korpsbevelhebbers of ze zich moesten terugtrekken of vechten. Hardee was voorstander van de terugtocht. Breckinridge kon Bragg echter overtuigen dat de Zuidelijken hun stellingen konden verdedigen op Missionary Ridge. De Zuidelijke eenheden van Lookout Mountain kregen nieuwe posities langs de Zuidelijke rechterflank.

## Samenstelling van de legers
Grants Military Division of the Mississippi bestond uit de volgende onderdelen bij Chattanooga:
- Het Army of the Tennessee onder leiding van generaal-majoor William T. Sherman bestond uit het XV Corps die aangevoerd werd door generaal-majoor Frank P. Blair, Jr. en de 2nd Division van het XVII Corps aangevoerd door brigadegeneraal John E. Smith.
- Het Army of the Cumberland onder leiding van generaal-majoor George H. Thomas bestond uit het IV Corps aangevoerd door generaal-majoor Gordon Granger en het XIV Corps aangevoerd door generaal-majoor John M. Palmer.
- De eenheden onder leiding van generaal-majoor Joseph Hooker bestond uit het XI Corps aangevoerd door generaal-majoor Oliver O. Howard en de 2nd Division van het XII Corps aangevoerd door brigadegeneraal John W. Geary.

Braggs Army of Tennessee bestond uit de volgende eenheden bij Chattanooga:
- Hardees korps onder leidingvan luitenant-generaal William J. Hardee bestond uit de divisies van de brigadegeneraals John K. Jackson (Cheathams divisie), J. Patton Anderson (Hindmans divisie), States Rights Gist (Walkers divisie) en generaal-majoor Simon B. Buckner (gedetacheerd naar Knoxville op 22 november 22).
- Breckinridges korps onder leiding van generaal-majoor John C. Breckinridge was samengesteld uit de divisies van de generaal-majoors Patrick R. Cleburne, Alexander P. Stewart, Carter L. Stevenson en brigadegeneraal William B. Bate (Breckinridges divisie).

Op 5 november had Bragg zijn positie verzwakt door Longstreets korps met de divisies van generaal-majoor Lafayette McLaws en brigadegeneraal Micah Jenkins (Hoods divisie), Knoxville te sturen om het op te nemen tegen de Noordelijke generaal-majoor Ambrose Burnside. Op 22 november had Bragg nog meer troepen weggestuurd om Longstreet te versterken. Deze versterking bestond uit de divisie van generaal-majoor Simon B. Buckner.

## De slag

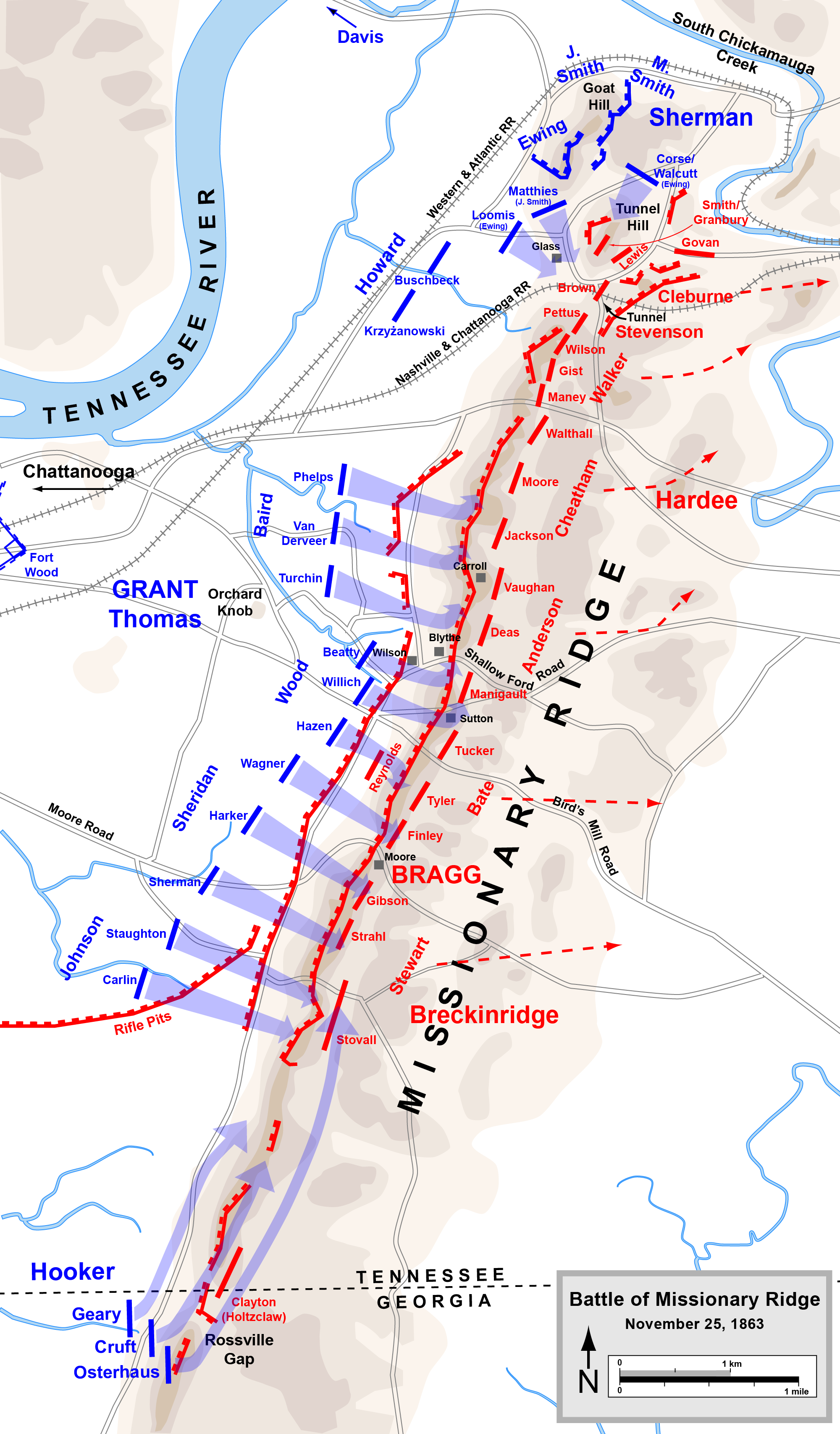
Slag bij Missionary Ridge, 25 november 1863.

Op 25 november voorzag Grants plan een geconcentreerde aanval van Sherman op Braggs rechterflank bij Tunnel Hill. Thomas zou de nodige ondersteuning moeten bieden. Hooker kreeg slechts de rol toebedeeld om de nodige afleiding te voorzien op Braggs linkerflank. Thomas zou in de loop van de strijd echter Hooker vragen om de vallei te doorkruisen om Bragg bij Rossville Gap aan te vallen.

### Sherman bij Tunnel Hill
Initieel had Sherman een grote overmacht verzameld om Tunnel Hill aan te vallen. Hij had 16.600 soldaten tot zijn beschikking waaronder de drie divisies van brigadegeneraals Morgan L. Smith, John E. Smith en Hugh Ewing en de brigade van kolonel Adolphus Buschbeck van het XI Korps. De Zuidelijken hadden slechts drie brigades of ongeveer 4.000 soldaten ter hunner beschikking onder leiding van Cleburne. Enkel de Texasbrigade onder leiding van brigadegeneraal James A. Smith had stellingen ingenomen op Tunnel Hill zelf. Toch zou Sherman slechts twee brigades van Ewings divisie inzetten om de vijandelijke stellingen aan te vallen. De brigade van brigadegeneraal John M. Corse zou vanuit het noorden naderen, terwijl de brigade van kolonel John M. Loomis vanuit het noordwesten zou aanvallen.
Terwijl Sherman bleef treuzelen, gebruikte Cleburne zijn tijd door versterkingen aan te voeren. Deze bestonden uit de brigades van John C. Brown, Alfred Cumming (op Browns linkerflank) en Joseph H. Lewis (de Kentucky Orphan Brigade in reserve) en twee batterijen op de top van tunnel. Om 08.00u viel Corse aan met slechts 920 soldaten. Zijn aanval werd tot twee keer toe afgeslagen. Sherman gaf het bevel tot een derde aanval die nu ondersteund werd met een artilleriebarrage. Ook deze aanval werd afgeslagen op slechts 50 m van de Zuidelijke stellingen. Brigadegeneraal Smith raakte gewond en werd vervangen door kolonel Hiram B. Granbury.
Corse hergroepeerde zijn brigade en voerde nog een vierde aanval uit. Deze keer kon hij rond 11.30u een deel van noordelijke helling van de heuvel innemen. Cleburne voerde een tegenaanval uit door zijn artillerie rechtstreeks op de Noordelijke soldaten te richten. Corse trok zich terug naar de nabijgelegen ravijn. Opnieuw voerden de Noordelijken een aanval uit en heroverden opnieuw een deel van de noordelijke helling. Kolonel Charles Walcutt verving de gewonde Corse en verzocht om nieuwe orders bij Sherman. Tegen de middag stopte Sherman aanvallen in deze sector. Walcutts soldaten trokken zich terug naar hun uitgangspositie.
Cleburne kon zijn onverdeelde aandacht op de aanvallen van Corse richten omdat Ewing Loomis opgedragen had geen aanval uit te voeren. Loomis naderde tot op 750 m van de spoorwegtunnel. Om 10.30u kreeg Loomis het bevel om een van Corses aanvallen ter ondersteunen. Loomis had echter geen idee waar de slaglinie van Corse zich bevond. Er ontstond een gat van 400 m toen Loomis zijn soldaten naar de ingang van de tunnel leidde. Toen ze uit de bossen verschenen, werden ze afgeslacht door de twee Zuidelijke batterijen die op de tunnel zelf stonden. Twee van Cleburnes regimenten zetten de aanval in. deze aanval werd afgeslagen. Toch raakte Loomis niet verder dan 30 m van de heuveltop.
Verontrust over het ontstane gat tussen de Noordelijke brigades vroeg Loomis versterkingen. Sherman stuurde slechts één brigade onder leiding van brigadegeneraal Charles Matthies. Deze brigade kreeg het eveneens zwaar ter verduren door het vuur van de vijandelijke batterijen. Matthies voerde zijn manschappen naar de heuvel. Deze aanval werd echter in de kiem gesmoord. Sherman stuurde rond 14.00u een tweede brigade in de strijd. Cleburnes stellingen kwamen onder steeds grotere druk te staan. Hardee stuurde versterkingen. Met deze nieuwe soldaten voerde Cleburne een tegenaanval uit. Om 16.00u stormden de Zuidelijken de heuvel af en verjoegen Shermans eenheden. De Noordelijken waren te moe en hadden te weinig munitie. Verschillende Noordelijken werden gevangengenomen. Shermans aanval stokte. Deze tactische fout koste bijna 2.000 slachtoffers. Toch had Sherman slechts een fractie van zijn mankracht ingezet om een frontale aanval in te zetten op een versterkte positie terwijl hij evengoed Braggs linies kon flankeren.

### Thomas' aanval op het Zuidelijke centrum

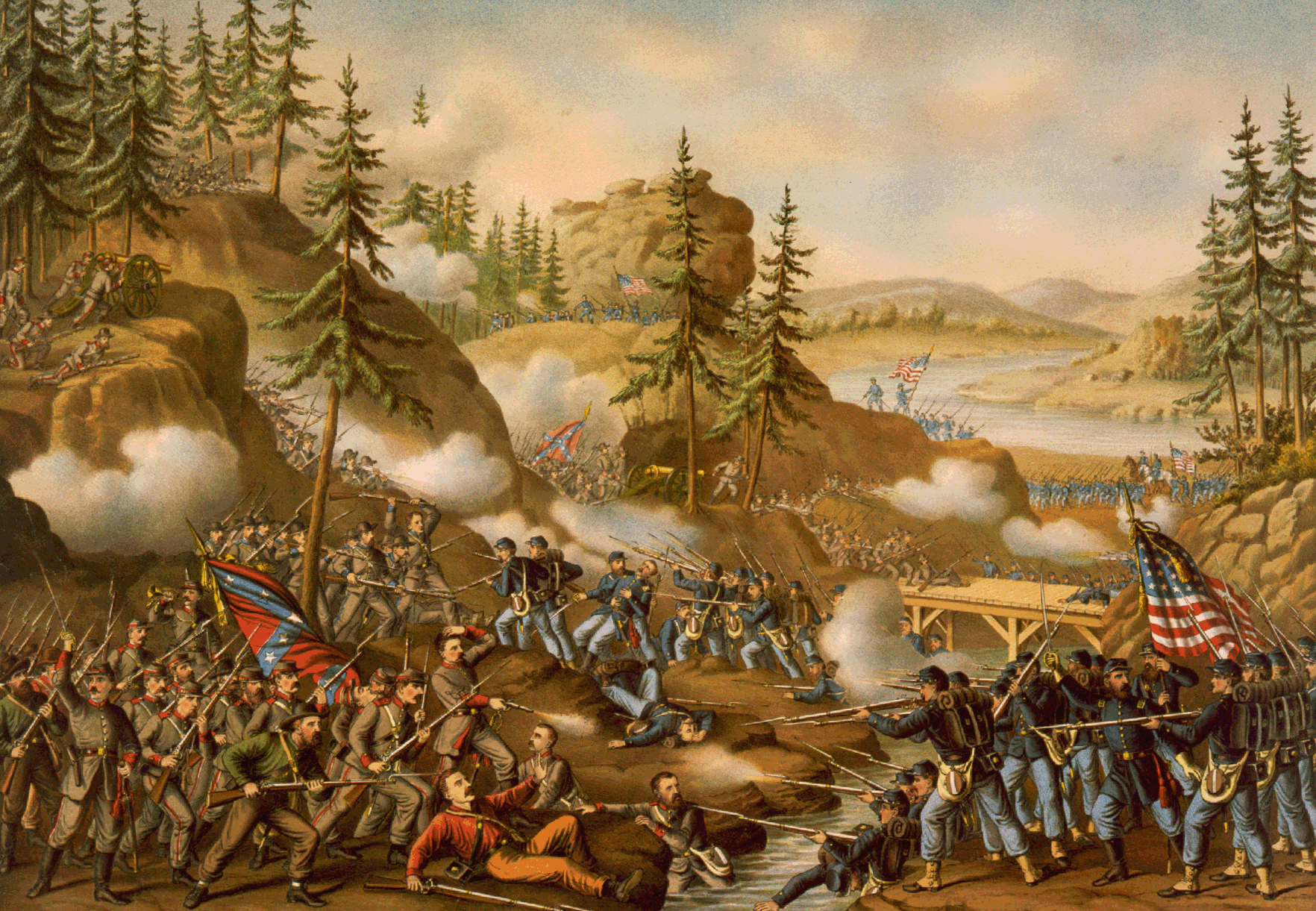
Slag bij Chattanooga: Thomas' aanval bij Orchard Knob.

"Generaal Sherman heeft het moeilijk", zei Grant tegen brigadegeneraal Thomas J. Wood een oude klasgenoot van West Point. "Het lijkt me beter dat we hem gaan helpen." Grant stuurde de divisies van Wood en generaal-majoor Philip H. Sheridan naar voren om de vijandelijke schuttersputten aan de voet van de heuvelrug in te nemen. Zo hoopte Grant om de druk op Sherman te verlichten. Grant stelde dit idee voor aan Thomas. De relatie tussen beide generaals verliep stroef tijdens de veldtocht. Thomas verwierp Grants voorstel. Thomas zou geen aanval uitvoeren tot hij er zeker van was dat Hooker de vijandelijke linkerflank zou aanvallen. Ondertussen was de bevelhebber van het IV korps in de buurt, generaal-majoor Gordon Granger. Deze was volledig geabsorbeerd door het wel en wee van een nabijgelegen artilleriebatterij.
Geïrriteerd zei Grant tegen Thomas dat Granger opnieuw het bevel van zijn korps op zich moest nemen. Thomas kreeg het bevel om met zijn eenheden de voorste schuttersputten aan te vallen. Om 15.00u gaf Thomas het bevel door aan Granger. Granger negeerde het bevel en bleef bij zijn artilleriebatterij. Na een nieuwe aanvaring met Grant gaf Granger uiteindelijk het bevel aan Wood en Sheridan om de aanval in te zetten. Ook brigadegeneraal Absalom Baird en Richard W. Johnson kregen het bevel om op te rukken.
Thomas stelde 23.000 soldaten ingedeeld in vier divisies op. Van links naar rechts (of noord naar zuid) waren dit de divisie van Baird met de brigades van kolonel Edward H. Phelps, kolonel Ferdinand Van Derveer en brigadegeneraal John B. Turchin; de divisie van Wood met de brigades van brigadegeneraal Samuel Beatty, August Willich en William B. Hazen; de divisie van Sheridan met de brigades van brigadegeneraal George D. Wagner, kolonel Charles G. Harker en kolonel Francis T. Sherman en Johnson divisie met de brigades van kolonel William L. Stoughton en brigadegeneraal William P. Carlin. Elke brigade bestond uit twee linies achter elkaar opgesteld met scherpschutters in de voorhoede.
Het centrum van de Zuidelijke linie werd verdedigd door ongeveer 14.000 soldaten. Deze bestonden uit volgende eenheden van links naar rechts (noord naar zuid): Cheathams divisie met de brigades van brigadegeneraals Edward C. Walthall, John C. Moore en John K. Jackson; Hindmans divisie onder leiding van brigadegeneraal J. Patton Anderson met de brigades van brigadegeneraals Alfred J. Vaughan, Zachariah C. Deas en Arthur M. Manigault; Breckinridges divisie onder leiding van brigadegeneraal William B. Bate met de brigades van brigadegeneraal Joseph H. Lewis, kolonel R. C. Tyler en brigadegeneraal Jesse J. Finley en Stewarts divisie met de brigades van kolonel Randall L. Gibson, brigadegeneraal Otho F. Strahl, brigadegeneraal Marcellus A. Stovall en kolonel James T. Holtzclaw.
Rond 15.40u werd het signaal gegeven tot de aanval. Er was enige verwarring over het doel van de aanval. Sommige bevelhebbers hadden de voorste schuttersputten als doel opgegeven gekregen terwijl anderen de top van de helling dienden te veroveren. De meeste officieren volgden gewoon wat de regimenten naast hen deden. Ook de 9.000 Zuidelijke soldaten die de schuttersputten bezet hielden, hadden ook tegenstrijdige orders ontvangen. Sommige dienden na hun eerste schot terug te trekken, terwijl anderen hun posities niet mochten opgeven. Diegene die bleven werden al snel onder de voet gelopen door de oprukkende Noordelijken. Velen werden gevangengenomen terwijl de anderen de 500 tot 600 m moesten overbruggen om opnieuw bij hun kameraden te geraken.
De 100 Zuidelijke kanonnen raakten in eerste instantie maar weinig vijanden. Ze kenden meer succes toen de Noordelijke opmars werd opgehouden bij de schuttersputten. Sommige Noordelijke officieren lieten hun soldaten verder oprukken om ze uit het moordend vuur te krijgen. De scherpschutters van Willich baanden zich reeds een weg naar de helling zonder op orders te wachten. Om verdere slachting onder zijn soldaten te beperken gaf Willich het bevel tot een algemene opmars van zijn soldaten. Toen Hazen en Beatty dit opmerkten, stuurden ze eveneens hun soldaten naar voren om de slaglinie volledig te houden. Ook Wood zette de aanval verder nadat hij de schuttersputten had ingenomen.
Grant was verontwaardigd toen hij de Noordelijke troepen de helling zag beklimmen. Hij vroeg eerst aan Thomas en daarna aan Granger wie hiertoe het bevel had gegeven. Beiden ontkenden. Granger zei:"Wanneer deze jongens op dreef zijn, kan niemand hen stoppen." Granger stuurde een koerier naar Wood met de toestemming om, indien mogelijk, de heuvelrug zelf in te nemen.
Op de uiterste linkerflank veroverden Phelps en Van Derveer hun doelen en consolideerden hun stellingen. Turchins brigade had vertraging opgelopen door het oneffen terrein. Toen ze ook hun eerste doel bereikt hadden, spoorde Turchin zijn mannen aan om de heuvelrug in te nemen. Voor Baird zijn andere twee brigades naar voor kon sturen, kreeg hij het bevel om te stoppen.
Kort na Woods brigade begonnenWagners en Harkers soldaten de helling te beklimmen. Wagner was halfweg toen hij een bevel kreeg om halt te houden bij de voet van de heuvelrug. Hij trok zijn soldaten terug. Tijdens de aftocht incasseerden ze zware verliezen door vijandelijk geweervuur. Wagner verloor ongeveer 22% van zijn brigade. Toen Wagner en sommige van Harkers soldaten opnieuw bij de schuttersputten arriveerden, zagen zed at Woods divisie op hun linkerflank en eenheden van hun eigen divisie op hun rechterflank nog altijd de heuvelrug aan het bestormen waren. Wagner stuurde zijn tweede linie naar voren om de aanval opnieuw in te zetten. Kort daarna werd Harker ook naar voren gestuurd door Sheridan. Op hun rechterflank viel Francis Shermans brigade op ongeveer halfweg van de top van de heuvel een ingegraven vijandelijke eenheid aan. Ze hadden het moeilijk om door te breken. Nog verder naar rechts botste Johnsons brigade op zware tegenstand bij de schuttersputten en geraakten maar moeizaam de heuvelrug op.
Rond 17.00u vertoonde de Zuidelijke linie de eerste scheuren ter hoogte van Bird's Mill Road. Een regiment van Willichs brigade en twee van Hazens brigade vochten zich een weg naar boven en raakten tot op 50 m van de Zuidelijke verdedigingslinie. Ze vonden beschutting achter een kleine verhoging. Daarna kropen ze zo dicht mogelijk om dan een aanval uit te voeren. De sectie onder leiding van kolonel William F. Tucker brak onder de aanval van de Noordelijke aanvallers. De nabijgelegen verdedigers vluchtten of gaven zich over. De Noordelijken bogen hun eenheden af naar rechts en links en rolden zo de Zuidelijke verdedigingswerken op. Tucker probeerde nog zijn soldaten te hergroeperen, maar werd onder de voet gelopen door Willich en Hazens soldaten.
Bragg had geen strategische reserves. De verdedigingslinie was de ene dunne dam. De Zuidelijke generals hadden nu een problem. Indien ze hun regimenten keerden in de richting van de aanvallers die doorgebroken waren, was de kans groot dat diezelfde regimenten in de flank aangevallen werden door aanstormende Noordelijke eenheden vanaf de voet van de heuvelrug.
Op de top van de heuvelrug draaide Hazen zijn brigade in zuidelijke richting. De Zuidelijke linies in die richting werden aangevoerd door brigadegeneraal Alexander W. Reynolds. Door een aanval in hun flank brak ook deze linie. Daarna flankeerde Hazen de brigade van kolonel Robert C. Tyler van Bates divisie en verdreef ze uit hun stellingen. Zo kon Wagners brigade de top bereiken. Daarna werd Bates resterende regimenten verjaagd zodat ook Harkers soldaten konden doorstoten. De brigade van kolonel Randaal L. Gibson werd verslagen door Francis Shermans soldaten. Na een lange en steile klim bereikten ook Johnsons soldaten de top rond 17.30u. De Zuidelijke brigades van brigadegeneraal Otho F. Strahl en Marcellus A. Stovall trokken zich terug.
Ondertussen verpletterde Willich de flank van Andersons divisie. Dankzij Willichs succes kon nu ook de brigade van Beatty de top bereiken. Ze verdreven de soldaten van brigadegeneraal Arthur Middleton Manigault en rukten verder op in noordelijke richting. Toen de brigades van Turchin, Van Derveer en Phelps de top bereikten gaven ze extra gewicht aan de aanval tegende Zuidelijke brigades van de brigadegeneraals Zachariah C. Deas, Alfred J. Vaughan en John K. Jackson. Sommige Zuidelijke soldaten boden koppig verzet terwijl anderen in paniek vluchtten. In veel gevallen vluchtten de Zuidelijke soldaten voor hun kanonniers erin slaagden om de stukken in veiligheid te brengen. De volledige divisie van Anderson, de linkerflank van Cheatham sloegen op de vlucht. De noordwaartse Noordelijke aanval werd gestopt door het verboten verzet van Walthalls brigade en het invallen van de duisternis. Cheatham, Gist, Stevenson en Cleburne kon het merendeel van hun troepen in veiligheid brengen.
Tegen 18.00u was het centrum van Bragg linie gebroken. Het merendeel van zijn soldaten vluchtte in paniek. Missionary Ridge moest opgegeven worden. De Zuidelijken trokken zich terug in oostelijke richting langs de Chickamauga Creek. Alleen Cleburnes divisie hield stand. Hij kreeg versterking van twee brigades van een andere divisie. Zo vormde hij de achterhoede om de restanten van Braggs leger de kans te geven zich terug te trekken. Alleen Sheridan ondernam een poging om de achtervolging in te zetten. Hij gaf zijn poging op toen hij opmerkte dat hij geen ondersteuning kreeg van Granger of Thomas.

### Hooker bij Rossville Gap
Toen de eenheden van generaal-majoor Joseph Hooker rond 10.00u hun stellingen bij Lookout Mountain achter zich lieten, hadden ze een groot obstakel te overbruggen. De brug over de Chickamauga Creek, op ongeveer 1,5 km van Rossville Gap was in brand gestoken. Brigadegeneraal Peter J. Osterhaus liet 70 genisten de brug herstellen terwijl soldaten van de 27th Missouri een gammele voetbrug over de Creek bouwden. Zo slaagden de Noordelijken erin om een voor een de Creek over te steken. Hooker liet zijn kanonnen en bevoorradingswagens achter zodat hij zijn infanterie als eerste over de Creek zou krijgen. Hierdoor liepen ze meer dan 3 uur vertraging op. Hooker bereikte Rossville Gap rond 15.30u.
Breckinridge was afwezig toen zijn divisie gedecimeerd werd door de Noordelijke aanval. In de vroeg namiddag was hij naar zijn linkerflank gereden. Rond 15.30u, net op het moment toen Thomas zijn aanval opende, bezocht Breckinridge Stewarts linkerflank brigade onder leidingvan kolonel James T. Holtzclaw. Hij wees Breckinridge op de pogingen van Hooker om de Creek te overbruggen. Breckinridge detacheerde enkele van Holtzclaws regimenten om de onverdedigde Rossville Gap veilig te stellen. Het was te weinig en te laat. Toen de Zuidelijken de pas bereikten, had Osterhaus’ divisie reeds de pas ingenomen. Luitenant J. Cabell Breckinridge, zoon en aide-de-camp van zijn vader, werd door de 9th Iowa gevangengenomen.
Hooker hergroepeerde zijn eenheden en stelde ze op in Noordelijke richting, klaar om een drievoudige aanval uit te voeren. Hij stuurde Osterhaus langs een pad ten oosten van Missionary Ridge. Cruf werd naar de heuvelrug zelf gestuurd en Geary rukte op langs de westelijke zijde. Holtzclaw ging het gevecht aan. De Zuidelijken werden al snel in noordelijke richting geduwd door de soldaten van Cruft en Osterhaus. Pas toen reed Breckinridge in noordelijke richting om te achterhalen wat er in het centrum gebeurde. Holtzclaw trok zich terug maar hij botste op de 2nd Ohio onder leiding van kolonel Anson G. McCook. Omsingeld door superieure aantallen gaven 700 soldaten van Holtzclaw zich over.

## Gevolgen
In de loop van de nacht gaf Bragg het bevel tot de terugtocht richting Chickamauga Station. De volgende dag werd de aftocht in twee colonnes verder gezet richting Dalton, Georgia. De Noordelijke achtervolging werd geblokkeerd door het hevige verzet van Cleburnes achterhoede bij Ringgold Gap.
De Noordelijken verloren 5.824 soldaten (753 doden, 4.722 gewonden en 349 vermisten). De Zuidelijken hadden 6.667 manschappen verloren (361 doden, 2.160 gewonden en 4.146 vermisten, voornamelijk gevangengenomen). Ook veroverden de Noordelijken 40 kanonnen en 69 caissons.
Het zuidelijke elan en enthousiasme na de overwinning bij Chickamauga was de grond ingeboord bij Chattanooga. Een van de twee grote Zuidelijke legers was gevlucht. De Noordelijken hadden nu de controle over Tennessee inclusief Chattanooga, de poort naar het diepe zuiden. De stad werd het beginpunt van Sherman Atlantaveldtocht. Ook het Army of the Cumberland werd daar gestationeerd. In maart 1864 werd Grant bevorderd tot algemeen bevelhebber van alle Noordelijke legers.

## Aanbevolen lectuur
- Catton, Bruce. The American Heritage Picture History of the Civil War, 1982 ed. New York: American Heritage Publishing, 1960. ISBN 0-517-38556-2.
- Catton, Bruce. Grant Takes Command. Boston: Little, Brown & Co., 1968. ISBN 0-316-13210-1.
- Horn, Stanley F. The Army of Tennessee: A Military History. Indianapolis: Bobbs-Merrill, 1941.
- Korn, Jerry, and the Editors of Time-Life Books. The Fight for Chattanooga: Chickamauga to Missionary Ridge. Alexandria, VA: Time-Life Books, 1985. ISBN 0-8094-4816-5.
- Livermore, Thomas L. Numbers and Losses in the Civil War in America 1861-65. Reprinted with errata, Dayton, OH: Morninside House, 1986. ISBN 0-527-57600-X. First published in 1901 by Houghton Mifflin.
- Sword, Wiley. Mountains Touched with Fire: Chattanooga Besieged, 1863. New York: St. Martin's Press, 1995. ISBN 0-312-15593-X.
- Woodworth, Steven E. Nothing but Victory: The Army of the Tennessee, 1861–1865. New York: Alfred A. Knopf, 2005. ISBN 0-375-41218-2.